# جیم مارورای
جیم مارورای (انگلیسی: Jim Marurai؛ ۹ ژوئیه ۱۹۴۷ – ۶ نوامبر ۲۰۲۰) یک سیاست‌مدار اهل جزایر کوک بود.